# Blei- und Silberhütte Braubach

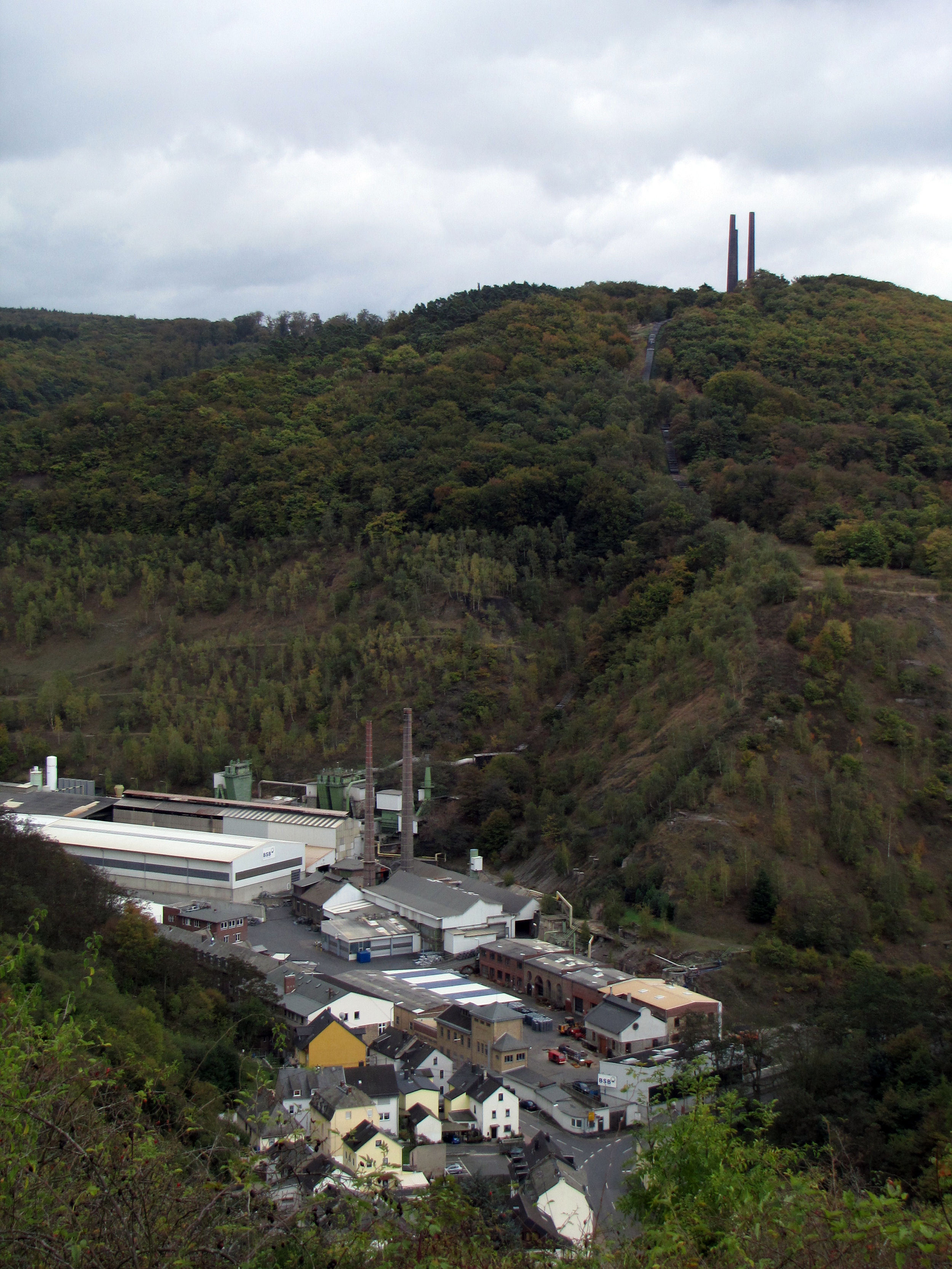
Die Blei- und Silberhütte Braubach mit den markanten drei Schornsteinen

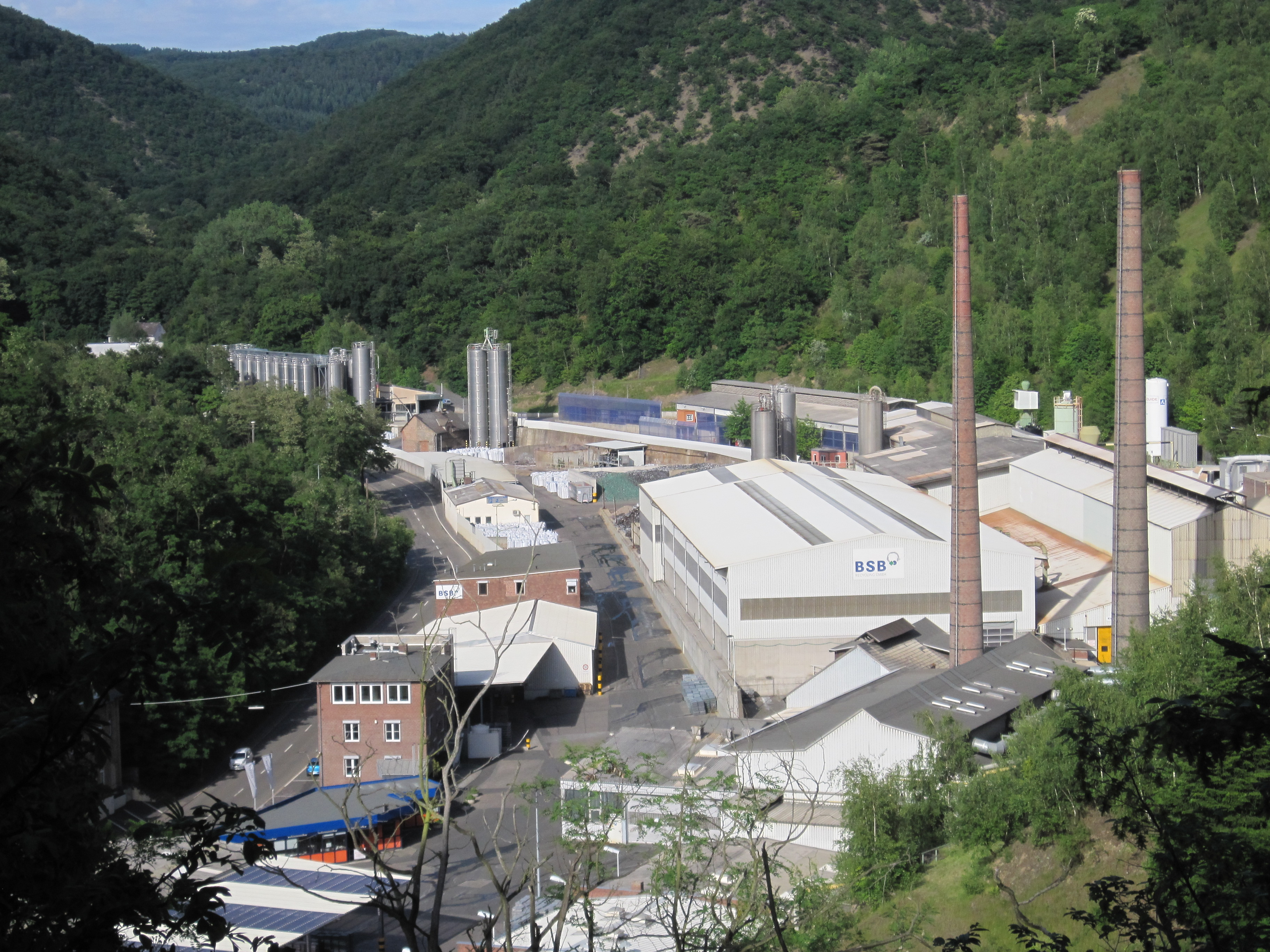
BSB Recycling

Die Blei- und Silberhütte Braubach war eine Blei- und Silberhütte in Braubach (Rheinland-Pfalz). Heute ist hier noch eine sogenannte Sekundärbleihütte, in der Bleischrott, überwiegend aus alten Bleiakkus, verwertet wird.
Seit 2002 ist das Industriedenkmal Blei- und Silberhütte Braubach Teil des UNESCO-Welterbes Oberes Mittelrheintal.

## Geschichte
Seit 1691 wurde hier das in der Umgebung abgebaute Blei-, Zink- und Silber-Erz verarbeitet. Zunächst wurde die Hütte als Silberhütte der örtlichen Bergwerke betrieben, später als Bleihütte.
Ein markantes Denkmal der Hütte sind die drei Schornsteine auf dem Berg Pankert, direkt hinter der Marksburg. Der im Betrieb anfallende Hüttenrauch wurde über Abgaskanäle auf die Höhe geführt. Die Anlage stellt einen der ersten Versuche zum Immissionsschutz dar.
Ein Erbe der jahrhundertelangen Grubentätigkeiten und der Verhüttung der Bodenschätze vor Ort waren umfangreiche Altlasten und Umweltbelastungen. Bei einer Untersuchung in den 80er Jahren wies die Stadt Braubach eine der höchsten Bleibelastungen von Luft und Boden in Deutschland auf. Daraufhin wurden von den Betreibern der Hütte umfangreiche Maßnahmen ergriffen, um den Umwelt- und Gesundheitsschutz zu verbessern. Bei einer umweltmedizinischen Untersuchung im Jahr 2010 wurden bei der Bevölkerung keine gesundheitlich bedenklichen Werte festgestellt.

## Hüttenwerk
Eine erste Silberhütte wurde 1691 in Braubach gegründet. Mit dem Versiegen der Silbervorkommen wurde das Werk auf die Verarbeitung von Blei umgestellt.
Das Hüttenwerk führte seine Abluft über Rauchkanäle auf eine Anhöhe und ließ sie dort in drei Schornsteine münden. Die Abkühlung in den langen Abzugskanälen bewirkte den Niederschlag von giftigem Arsentrioxyd (siehe Hüttenrauch), das von Zeit zu Zeit als weißes Pulver den Kanälen entnommen wurde. Die Emission der arsenfrei gewordenen Abluft auf der Höhe bewirkte einen Verteilungseffekt in einer höheren Luftschicht. Dieser Gedanke wurde ein Jahrhundert später wieder aufgegriffen, als Kohlekraftwerke mit bis zu 300 m hohen Schornsteinen gebaut wurden, eben um des „Verteileffektes“ willen.
Heute wird das Werk von der BSB Recycling GmbH, einem Unternehmen der ebenfalls in Braubach ansässigen Berzelius Metall GmbH, als Sekundärbleihütte betrieben. Sekundärbleihütten sind Recyclingbetriebe, die aus dem Recycling von bleihaltigen Produkten sogenanntes Sekundärblei gewinnen. In den modernen Anlagen werden überwiegend Blei-Säure-Akkumulatoren aus dem Fahrzeug- und Industriesektor verwertet. Der in den Akkus enthaltene Kunststoff Polypropylen (PP) wird zu PP-Compounds der Berzelius-Marke Seculene® PP verarbeitet. Ein weiteres Nebenprodukt sind Zinnlegierungen. Geliefert werden die Altbatterien von der Berzelius Logistik Service GmbH, einem Batteriesammelunternehmen mit bundesweiten Betriebsstätten.

## Bergbau
In der Umgebung von Braubach wurden im Laufe der Zeit eine Reihe von Stollen zum Abbau von Blei, Zinn, Silber und anderer Erze erbaut. Bereits die Römer bauten hier Silber ab. Im Jahr 1691 wurde der Bergbau erstmals urkundlich erwähnt. Wegen der reichen Bodenschätze wurde Braubach, das sich im Besitz von Gottfried von Eppstein befand, am 1. Dezember 1276 von König Rudolf von Habsburg das Stadtrecht verliehen. Die Bergfreiheit von 1536 brachte den Bürgern von Braubach eine Reihe von Privilegien. Eine erste Bergordnung wurde 1616 von Landgraf Moritz erlassen.
Die Namen einiger Bergwerke der Umgebung lauten Viktoriastollen, Albertschacht, Schacht Phillipp, Moritzstollen, Segengottesstollen und Grube Rosenberg. Die Grube Rosenberg wurde 1963 als Letzte geschlossen.